# أل هوفمان (سائق سباق)
أل هوفمان (بالإنجليزية: Al Hofmann)‏ هو سائق سباق أمريكي، ولد في 28 نوفمبر 1947، وتوفي في 20 مارس 2008 بسبب نوبة قلبية.